# Richard II, Công tước xứ Normandie
Richard II (978 - 28 tháng 8 năm 1026), còn được gọi với cái tên Richard Tốt bụng (tiếng Pháp: Le Bon) là nhà cai trị thứ 4 của Xứ Normandy, tại vị từ năm 996 đến năm 1026, sau cha của mình là Richard I xứ Normandy, ông gọi thủ lĩnh người Viking Rollo là ông cố và William Kiếm dài là ông nội của ông. 

## Cuộc sống đầu đời
Richard là con trai cả còn sống và là người thừa kế của Richard Không sợ hãi và Gunnor. Ông kế vị cha mình với tư cách là người cai trị Công quốc Normandy vào năm 996. Vì lên kế vị lúc còn thơ ấu nên 5 năm đầu tiên của triều đại, người nhiếp chính của ông là Bá tước Rodulf xứ Ivry, chú của ông, người đã nắm giữ quyền lực và dập tắt một cuộc nổi dậy của nông dân vào đầu triều đại của Richard.

## Hỗ trợ Pháp và liên minh hôn nhân với Brittany
Richard dành nhiều sự quan tâm cho tôn giáo và nhận thấy bản thân mình có nhiều điểm chung với Vua Robert II của Pháp, người mà ông đã hỗ trợ quân sự chống lại Công quốc Burgundy. Ông đã tạo dựng một liên minh với Geoffrey I, Công tước xứ Brittany bằng hôn nhân, thông qua việc gả người em gái Hawise cho Công tước xứ Brittany, bản thân ông cũng đã lấy em gái của Geoffrey là Judith làm vợ.

## Quan hệ với Anh

### Đối đầu
Đến năm 1000, người Viking lại bắt đầu tấn công nước Anh, sau đó họ đã đi thuyền từ đảo Anh vượt eo biển Manche đến Normandy để bán các vật phẩm cướp được. Richard đã cung cấp cho người Viking nơi trú ẩn và thậm chí chào đón họ. Hành động này đã vi phạm một hiệp ước được ký kết giữa cha ông là Richard I và vua Ethelred II của Anh, trong đó ông đồng ý không hỗ trợ kẻ thù của nước Anh sau các sự kiện tương tự về việc hỗ trợ người Đan Mạch. Kết quả là người Anh đã tấn công quân sự vào bán đảo Contentin thuộc Normandy, do chính Vua Ethelred chỉ huy. Trước khi cuộc chiến diễn ra, nhà vua đã ra lệnh bắt sống Richard đưa về Anh, nhưng quân Anh đã thất bại trước kỵ binh của Norman dẫn đến toàn bộ kế hoạch bị phá sản.